# Horné lazy
Horné lazy je přírodní rezervace v oblasti NAPANT.
Nachází se v katastrálním území obcí Valaská a Brezno v okrese Brezno v Banskobystrickém kraji. Území bylo vyhlášeno či novelizováno v roce 1981 na rozloze 34,2900 ha. Ochranné pásmo nebylo stanoveno.